# Pla Castanyer
El Pla Castanyer és un pla de 927,5 m alt del terme comunal de Costoja, de la comarca del Vallespir, a la Catalunya del Nord.
Es troba a prop i al sud-est de Vila-roja, en el vessant occidental del Puig de Sant Miquel.